# Struga Nartska
 Struga Nartska  falu Horvátországban Zágráb megyében. Közigazgatásilag Rugvicához tartozik.

## Fekvése
Zágráb központjától 17 km-re délkeletre, községközpontjától 4 km-re északnyugatra, az A3-as autópálya mellett fekszik. 

## Története
A település történetéről nem áll rendelkezésre elegendő adat. Nevét a területén található tavakról kapta. A név a halastó jelentésű ószláv "strug" főnévből származik. 
1857-ben 184, 1910-ben 228 lakosa volt. 1900-ban hivatalos nevét Strugáról Struga Nartskára változtatták. A név második tagját az alapján kapta, hogy a szomszédos Nart Savski plébániájához tartozott és tartozik ma is. Trianon előtt Zágráb vármegye Dugo Seloi járásához tartozott. 1955-től Dugo Selo község része volt. 1993-ban az újonnan alakított Rugvica községhez csatolták. A fővároshoz való közelsége miatt az 1980-as évektől lakosságának száma intenzíven emelkedik. A betelepülés különösen a honvédő háború idején volt nagyarányú, amikor nemcsak az ország különböző vidékeiről , hanem Bosznia Hercegovinából is jelentős horvát népesség érkezett. A falunak 2001-ben 451 lakosa volt. 

## Lakosság
| Lakosság változása | Lakosság változása | Lakosság változása | Lakosság változása | Lakosság változása | Lakosság változása | Lakosság változása | Lakosság változása | Lakosság változása | Lakosság változása | Lakosság változása | Lakosság változása | Lakosság változása | Lakosság változása | Lakosság változása |
| ------------------ | ------------------ | ------------------ | ------------------ | ------------------ | ------------------ | ------------------ | ------------------ | ------------------ | ------------------ | ------------------ | ------------------ | ------------------ | ------------------ | ------------------ |
| 1857               | 1869               | 1880               | 1890               | 1900               | 1910               | 1921               | 1931               | 1948               | 1953               | 1961               | 1971               | 1981               | 1991               | 2001               |
| 184                | 159                | 156                | 181                | 205                | 228                | 224                | 244                | 219                | 217                | 214                | 179                | 155                | 204                | 451                |

## Külső hivatkozások
Rugvica község hivatalos oldala